# 刺尾蛇鰻
刺尾蛇鰻，為輻鰭魚綱鰻鱺目糯鰻亞目蛇鰻科的其中一種，分布於中西大西洋區，包括古巴、波多黎各、千里達及委內瑞拉北部海域，棲息深度可達300公尺，體長可達107公分，棲息在底層水域，屬肉食性，可作為食用魚。

## 擴展閱讀
維基物種上的相關：刺尾蛇鰻